# Dorfkirche Lieskau (Lichterfeld-Schacksdorf)

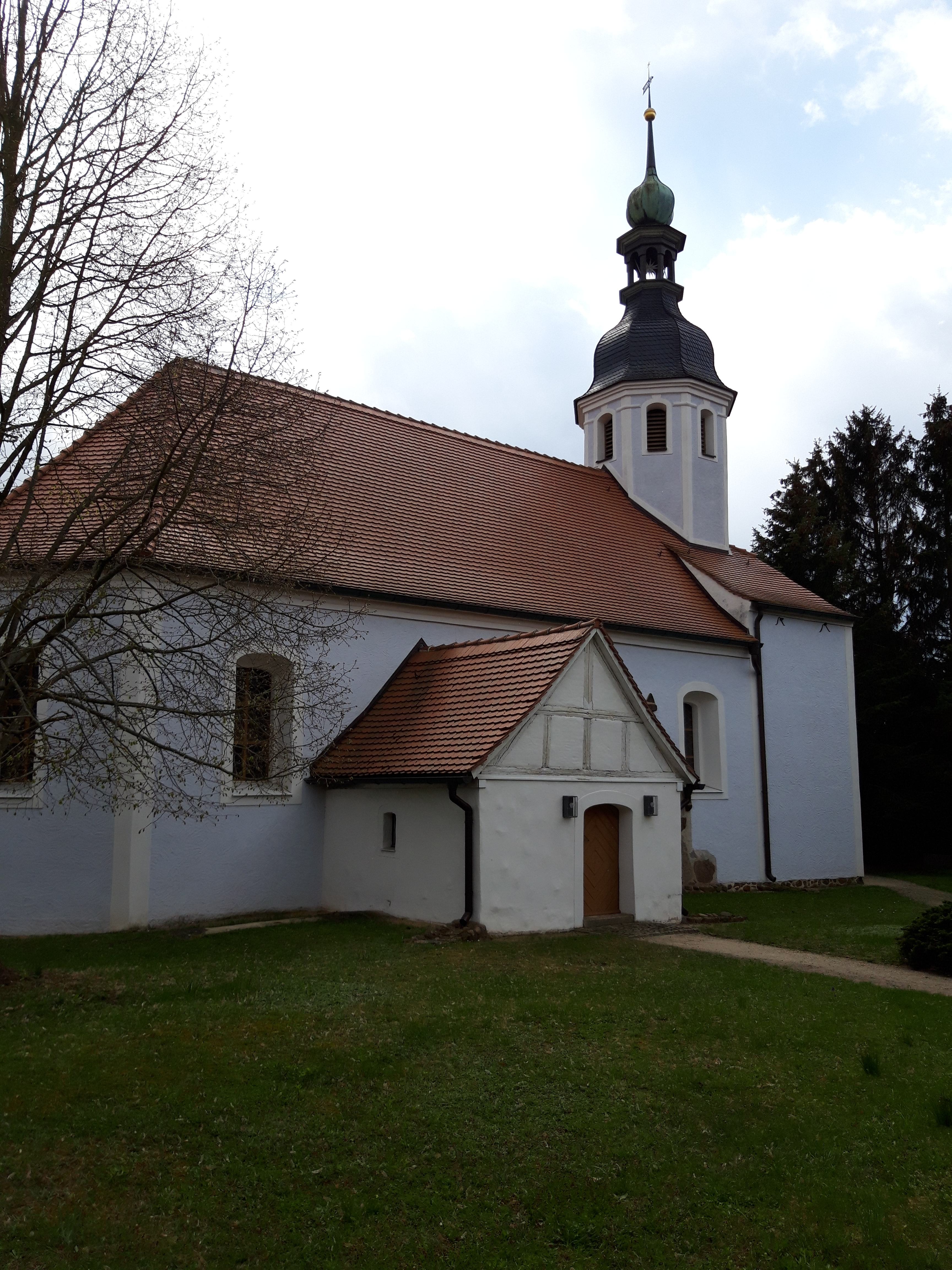
Dorfkirche Lieskau (2021)

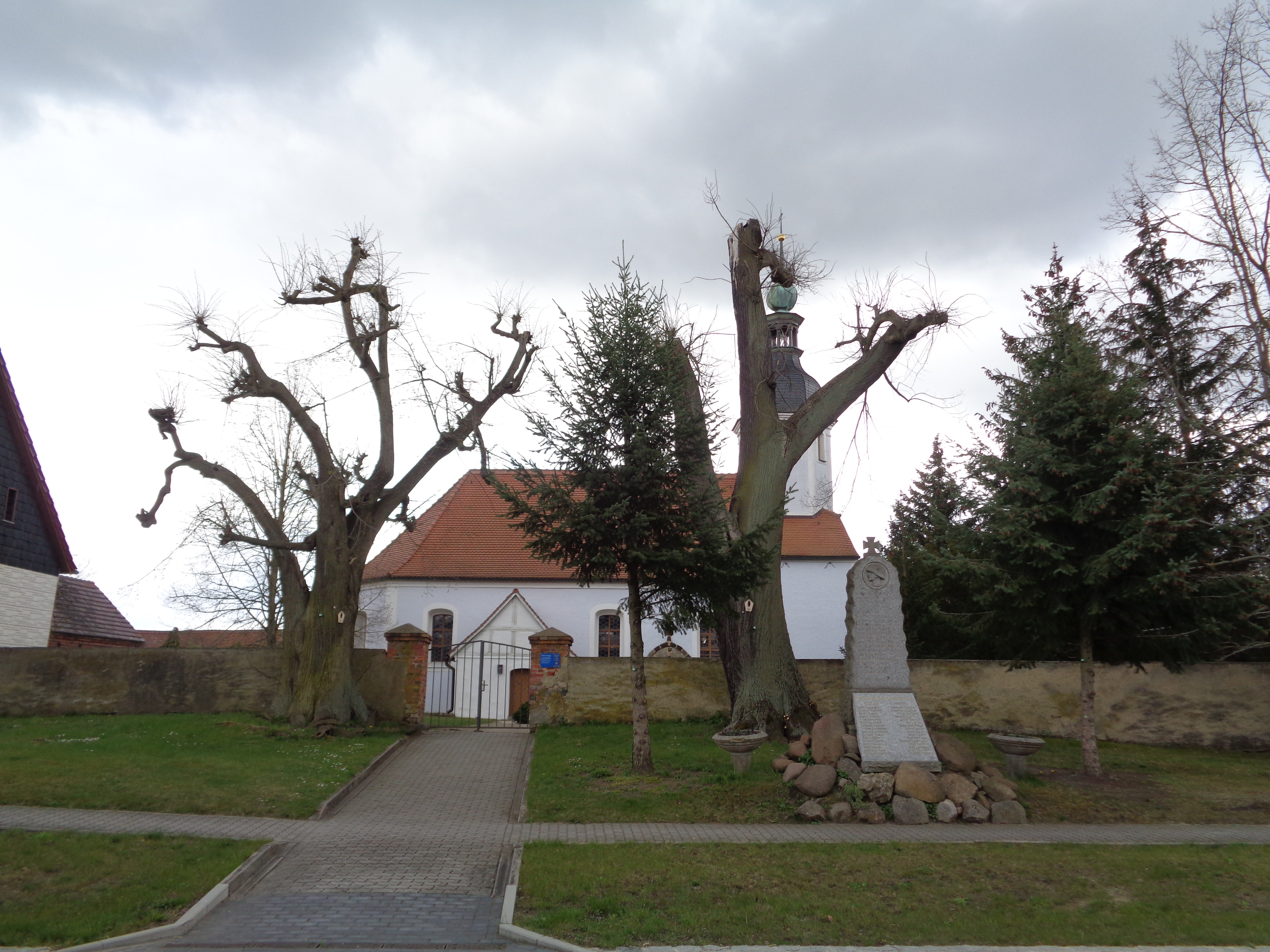
Ansicht der Kirche von der Bundesstraße mit Kriegerdenkmal, Kirchhofsmauer und den beiden Sommerlinden (2021)

Die Dorfkirche Lieskau ist das Kirchengebäude im Ortsteil Lieskau der Gemeinde Lichterfeld-Schacksdorf im Landkreis Elbe-Elster in Brandenburg. Es gehört der Kirchengemeinde Deutsch-Lieskau im Kirchenkreis Niederlausitz, der Teil der Evangelischen Kirche Berlin-Brandenburg-schlesische Oberlausitz ist. Die Kirche steht unter Denkmalschutz.

## Architektur und Geschichte
Die Lieskauer Kirche wurde in der zweiten Hälfte des 13. Jahrhunderts als Saalkirche aus Feldsteinquadern errichtet. In der Nordwand befindet sich neben der Vorhalle ein zugemauertes spitzbogiges Stufenportal. Dieses ist mit einer auf Kapitellkonsolen aufliegenden Flachschicht geschmückt, über dem Portal befindet sich ein Scheitelkreuz und an den Seiten auf Sockelhöhe zwei große Feldsteine. Im Jahr 1720 wurde die Kirche barock umgebaut und verputzt. Der alte Kirchturm wurde abgerissen und durch einen nicht ausgebauten breiten Westturm ersetzt. Der achteckige Dachturm hat Schallöffnungen auf allen Seiten  und ist mit einer Laterne zwischen einer Schweif- und einer Zwiebelhaube bekrönt. Außerdem wurden im Norden eine Vorhalle und im Süden eine tonnengewölbte Sakristei aus Backsteinmauerwerk angebaut. Die Fenster im Kirchenschiff wurden korbbogig vergrößert. 2009 wurde nach knapp zweijähriger Bauzeit die Fassadenrestaurierung fertig gestellt, die Kosten dafür beliefen sich auf etwa 240.000 Euro.
In der Kirche steht eine Hufeisenempore, die Decke ist flach. Das östlichste Fenster der Südwand hat eine Kabinettscheibe aus dem Jahr 1564, in der eine Kreuzigungsgruppe dargestellt ist. Zur Ausstattung der Kirche gehört ein Altaraufsatz aus dem späten 17. Jahrhundert mit einem stark übermalten Abendmahlsbild in der Predella, das mit Engelskopfkonsolen gerahmt ist. Das Altarretabel wurde durch einen Öldruck ersetzt. Die barocke Kanzel stammt aus der gleichen Zeit wie der Altar, am polygonalen Kanzelkorb befinden sich Darstellungen der Evangelisten. Der Taufstein wurde im 15. Jahrhundert gefertigt und um 1790 restauriert.

## Kirchengemeinde
Bis 1945 gehörte Lieskau zur Evangelischen Landeskirche der älteren Provinzen Preußens, danach kam die Kirchengemeinde zur Evangelischen Kirche in Berlin-Brandenburg. Sie war dort dem Kirchenkreis Finsterwalde unterstellt. Am 1. Januar 2004 schlossen sich die Evangelische Kirche in Berlin-Brandenburg und die Evangelische Kirche der schlesischen Oberlausitz zur Evangelischen Kirche Berlin-Brandenburg-schlesische Oberlausitz zusammen. Der Kirchenkreis Finsterwalde wurde am 1. Januar 2010 aufgelöst und mit dem Kirchenkreis Lübben zum Kirchenkreis Niederlausitz vereinigt.
Die Kirchengemeinde Deutsch-Lieskau ist mit den Kirchengemeinden Betten, Dollenchen, Göllnitz, Lipten und Sallgast zum Pfarrsprengel Betten zusammengeschlossen.